# فهرست تک‌آهنگ‌های رتبه اول ۱۰۰ آهنگ داغ بیلبورد (۲۰۰۸)

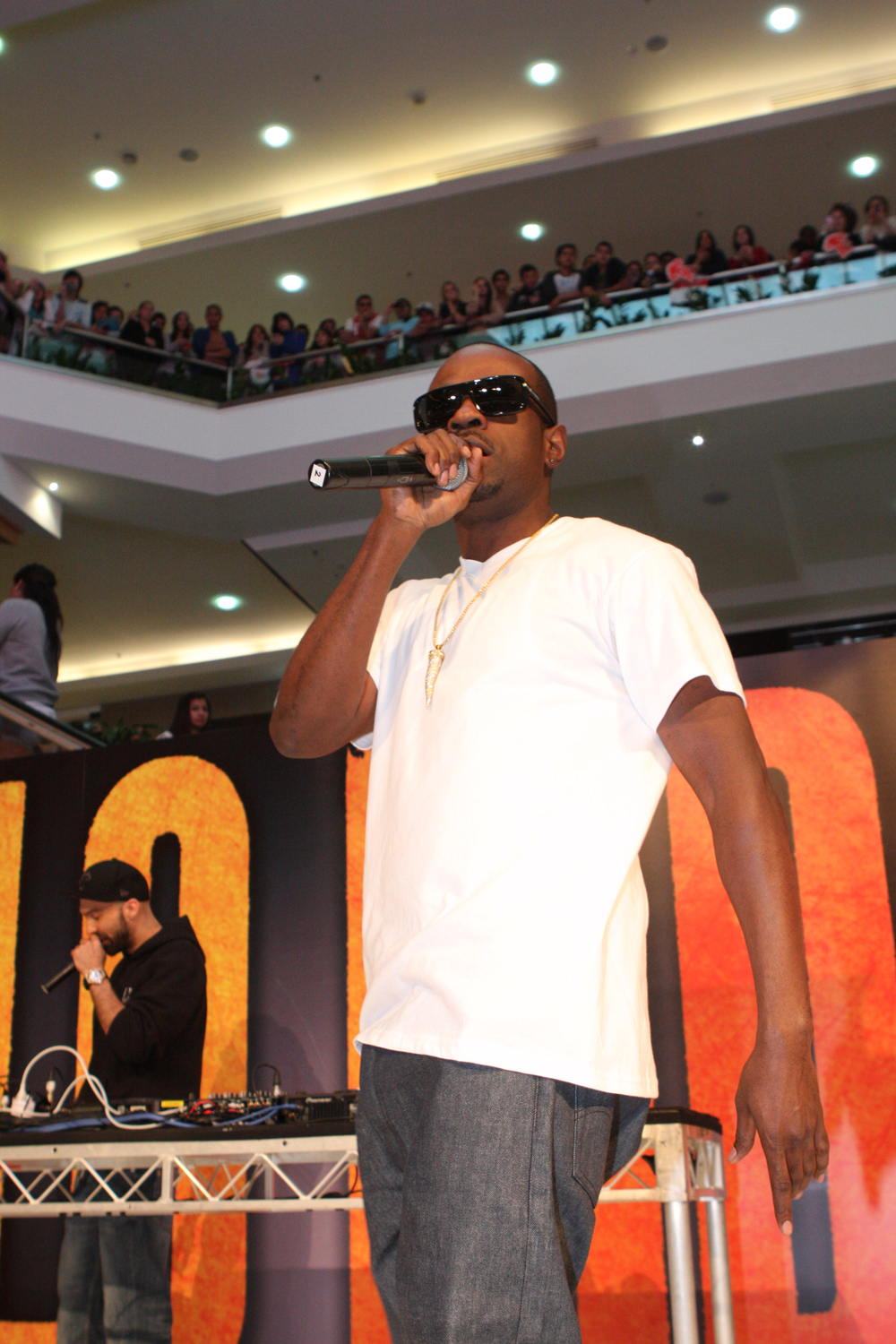
اولین تک‌آهنگ رتبه یک فلو ریدا در ایالات متحده آمریکا با عنوان «کم»، با ده هفته متوالی، طولانی‌ترین رتبه یک جدول در سال ۲۰۰۸ بود.

۱۰۰ آهنگ داغ بیلبورد (به انگلیسی: Billboard Hot 100) یک جدول است که بهترین عملکرد تک‌آهنگ‌های منتشر شده در ایالات متحده آمریکا را رتبه‌بندی می‌کند. داده‌ها بر اساس فروش تک‌آهنگ‌های فیزیکی و دیجیتالی و پخش دوره‌ای در یک هفته توسط نیلسن سانداسکن گردآوری و توسط مجله بیلبورد منتشر می‌شود. در سال ۲۰۰۸ میلادی، ۱۴ تک‌آهنگ برتر وجود داشت که در ۵۲ شماره مجله در رتبه اول جدول قرار گرفتند.
نخستین و طولانی‌ترین مدت رتبه یک جدول در آن سال «کم» اثر رپر آمریکایی فلو ریدا بود و تا ۱۰ هفته متوالی در رتبه یک جدول قرار گرفت. این ترانه رکورد طولانی‌ترین مدت زمان حضور در رتبه یک جدول از «جایگزین ناشدنی» اثر خواننده آمریکایی بیانسه که از اواخر سال ۲۰۰۶ به مدت ۱۰ هفته درست بر رتبه یک جدول سلطه داشت را شکست داد. «کم» بهترین عملکرد تک‌آهنگ ایالات متحده در سال ۲۰۰۸ است و همچنین در رتبه یک جدول پایان سال تک‌آهنگ‌های بیلبورد قرار گرفت. از دیگر تک‌آهنگ‌ها با حضور طولانی در رتبه یک جدول می‌توان به «دختری را بوسیدم» اثر کیتی پری که هفت هفته متوالی، و «هرچه دوست داری» از تی.آی. که هفت هفته غیر متوالی در رتبه یک جدول قرار داشت را نام برد.
هشت هنرمند در سال ۲۰۰۸ نخستین رتبه یک خودشان را در ایالات متحده آمریکا به دست آوردند: فلو ریدا، لیونا لوئیس، لیل وین، کلدپلی و پری که همه آنها در ترانه هنرمند اصلی، و جیزی و استاتیک میژور به‌عنوان هنرمند همراه بودند. استاتیک میژور هفتمین هنرمندی بود که در فوریه ۲۰۰۸، پس از مرگ به رتبه یک دست یافت. تی.آی. با «هرچه دوست داری» نخستین تک‌آهنگ رتبه یک خود را به‌عنوان هنرمند اصلی تک‌آهنگ به‌دست‌آورد. همچنین با ادغام دو تک‌آهنگ خود با عنوان‌های «هرچه دوست داری» و «زندگی خودت را بکن» با ۱۳ هفته، بیشترین هفته در رتبه‌های برتر در جدول را به‌دست آورد. تک‌آهنگ دوم او، شش هفته غیر متوالی در رتبه یک جدول قرار گرفت. هنرمندهایی که در طول سال چندین بار موفق به کسب تعداد بسیاری رتبه یک شده‌اند، عبارتند از: ریانا با سه تک‌آهنگ (که یکی از آنها به‌عنوان «زندگی خودت را بکن» شامل حضور مهمان او بود) و تی.آی. با دو تک‌آهنگ بوده‌اند. ریانا با سه تک‌آهنگ مختلف و نه هفته غیر متوالی در رتبه یک، بیشترین زمان را از هر زن دیگر در رتبه یک جدول گذراند.
«زن‌باره» اثر بریتنی اسپیرز بابت رکوردشکنی (صعود از رتبه ۹۶ به رتبه یک)، چشم‌گیرترین عملکرد در ۱۰۰ آهنگ داغ بیلبورد در سال ۲۰۰۸ را داشت که مورد توجه قرار گرفت. این دومین تک‌آهنگ رتبه یک اسپیرز و اولین تک‌آهنگ رتبه یک او طی ۹ سال است. همچنین ماریا کری با «بدنم را نوازش کن» هجدهمین تک‌آهنگ رتبه یک خود را در ایالات متحده آمریکا به‌دست‌آورد که رکورد برابری خود را با الویس پرسلی شکست و او را در مقام دوم هنرمندان با بیشترین تعداد تک‌آهنگ رتبه یک در دوران هنرمندان راک قرار داد که از سال ۱۹۵۵ آغاز شد. کری با پشت سر گذاشتن دو تک‌آهنگ به دومین هنرمند برتر از نظر تعداد رتبه یک پس از بیتلز رسید. لیونا لوئیس با «عشق خونین» باعث شد به عنوان سومین هنرمند زن بریتانیا شناخته شود که در کل دوره‌های راک با یک تک‌آهنگ در صدر ۱۰۰ آهنگ داغ بیلبورد قرار بگیرد. «دختری را بوسیدم» از پری تبدیل به هزارمین ترانه رتبه یک در دوره راک شد. اگرچه این ترانه هفت هفته از سیزده هفته تابستان را در رتبه یک تصرف کرد، اما منتقدان همچنان اختلاف نظر داشتند که ترانه برتر تابستان سال ۲۰۰۸ است.

## تاریخچه جدول

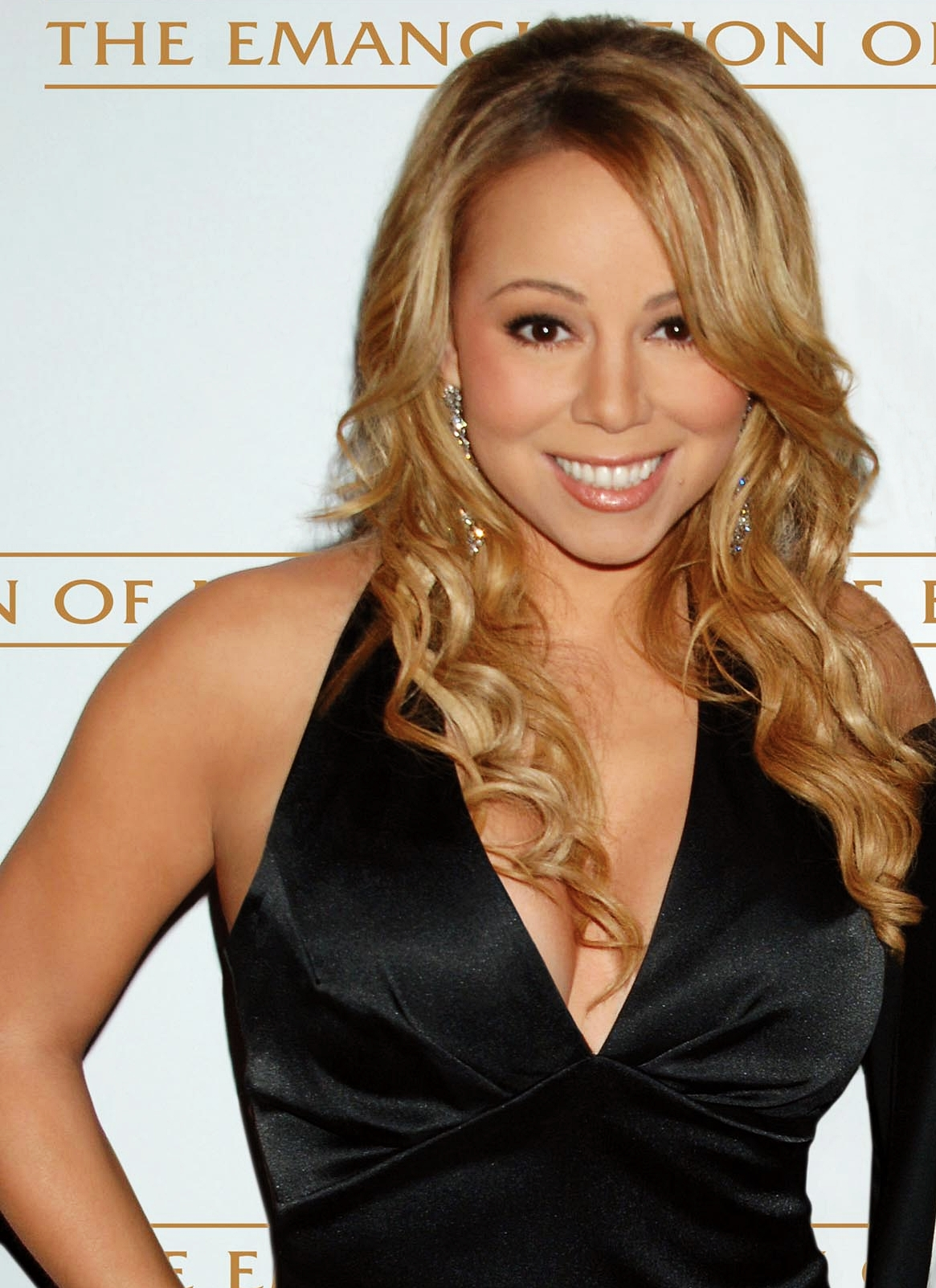
ماریا کری با «بدنم را نوازش کن» هجدهمین تک‌آهنگ رتبه یک خود را بدست آورد و او را به دومین هنرمند با بیشترین تعداد ترانه رتبه یک پس از بیتلز قرار داد.

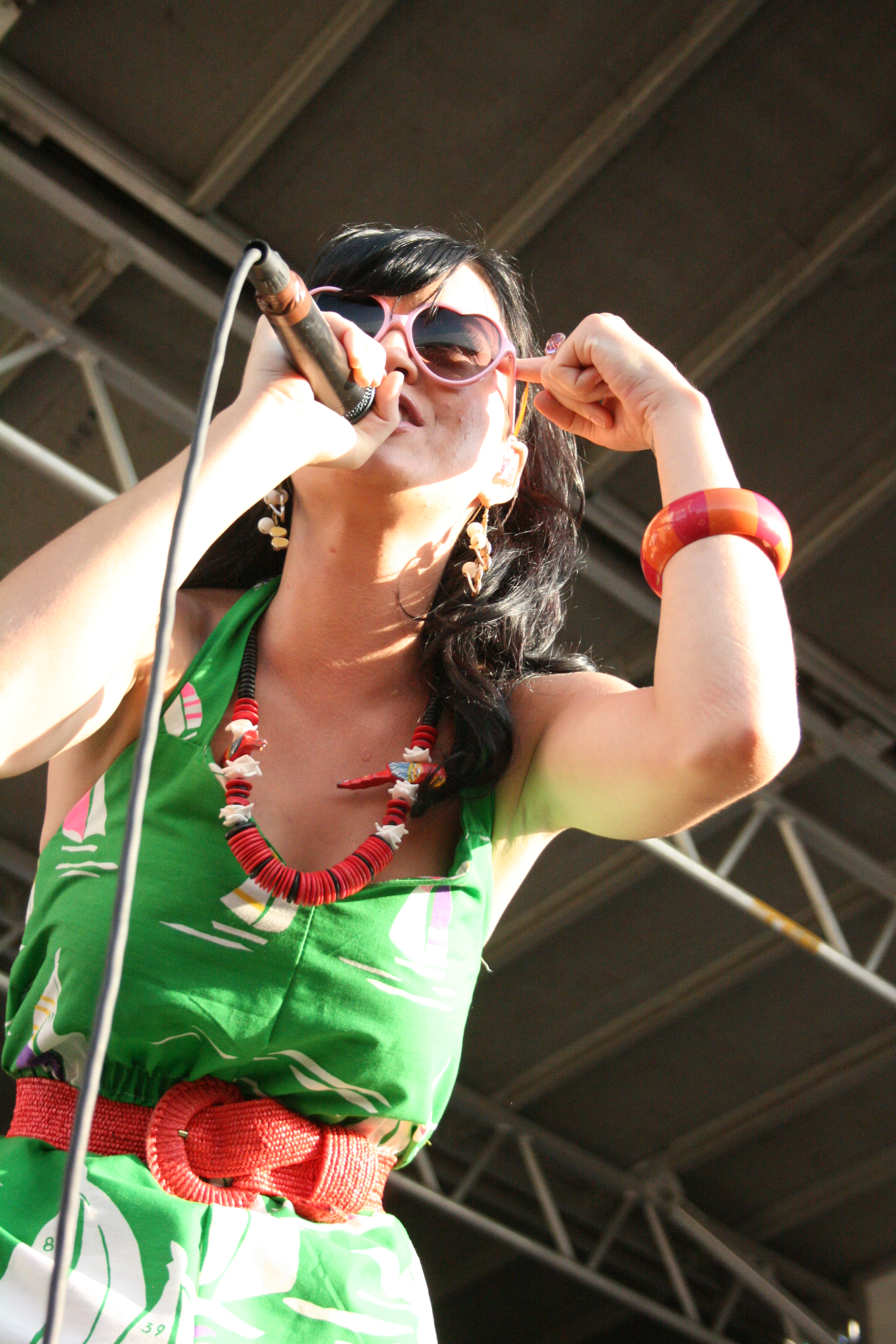
کیتی پری با «دختری را بوسیدم» در این سال نخستین تک‌آهنگ رتبه یک خود را به‌دست‌آورد. این تک‌آهنگ تبدیل به هزارمین ترانه رتبه یک دوره راک شد.

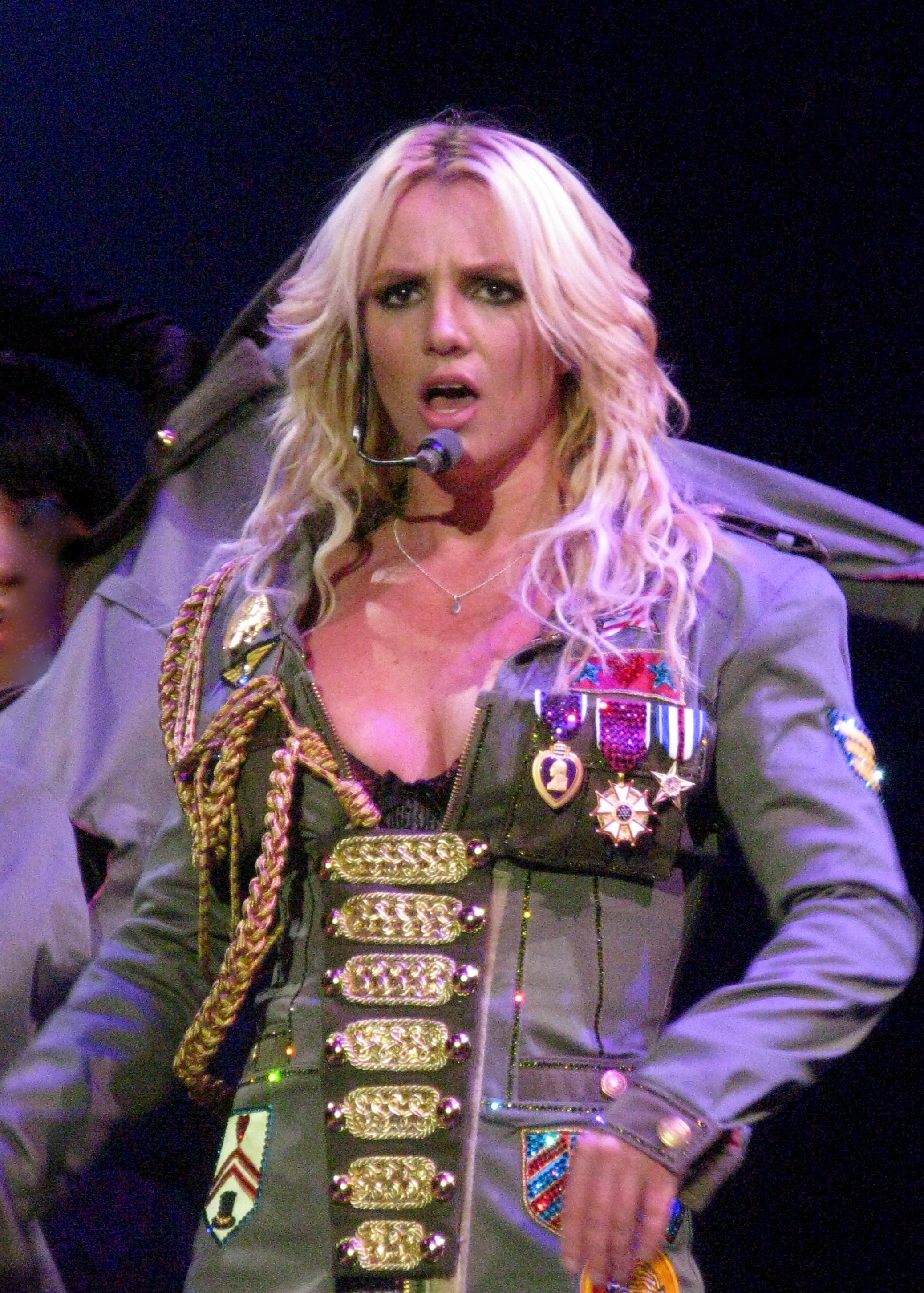
بریتنی اسپیرز با «زن‌باره»، پس از نه سال دومین تک‌آهنگ رتبه یک خود را به‌دست‌آورد.

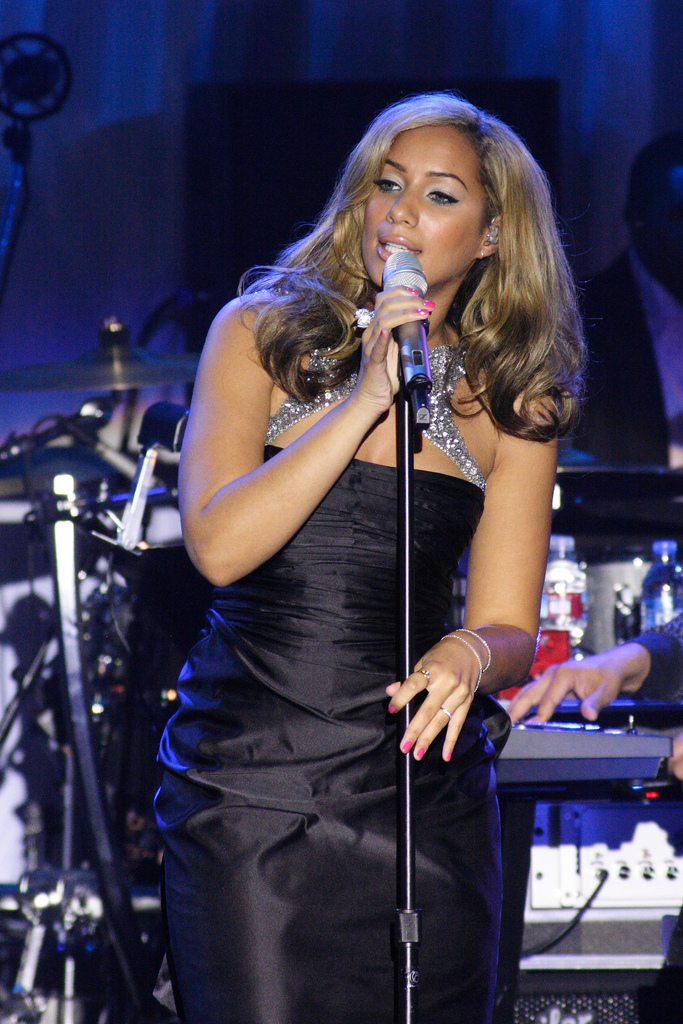
لیونا لوئیس با «عشق خونین» اولین تک‌آهنگ رتبه یک خود را به‌دست‌آورد و به سومین زن در بریتانیا تبدیل شد که در صدر جدول دوره راک قرار می‌گیرد.

| شماره | تاریخ اعلام | ترانه                               | هنرمند(ها)                      | منابع         |
| ----- | ----------- | ----------------------------------- | ------------------------------- | ------------- |
| ۹۵۴   | ۵ ژانویه    | «کم»                                | فلو رایدا با همراهی تی-پین      | [ ۲۱ ]        |
| ۹۵۴   | ۱۲ ژانویه   | «کم»                                | فلو رایدا با همراهی تی-پین      | [ ۲۲ ]        |
| ۹۵۴   | ۱۹ ژانویه   | «کم»                                | فلو رایدا با همراهی تی-پین      | [ ۲۳ ]        |
| ۹۵۴   | ۲۶ ژانویه   | «کم»                                | فلو رایدا با همراهی تی-پین      | [ ۲۴ ]        |
| ۹۵۴   | ۲ فوریه     | «کم»                                | فلو رایدا با همراهی تی-پین      | [ ۲۵ ]        |
| ۹۵۴   | ۹ فوریه     | «کم»                                | فلو رایدا با همراهی تی-پین      | [ ۲۶ ]        |
| ۹۵۴   | ۱۶ فوریه    | «کم»                                | فلو رایدا با همراهی تی-پین      | [ ۲۷ ]        |
| ۹۵۴   | ۲۳ فوریه    | «کم»                                | فلو رایدا با همراهی تی-پین      | [ ۲۸ ]        |
| ۹۵۴   | ۱ مارس      | «کم»                                | فلو رایدا با همراهی تی-پین      | [ ۲۹ ]        |
| ۹۵۴   | ۸ مارس      | «کم»                                | فلو رایدا با همراهی تی-پین      | [ ۲ ]         |
| ۹۵۵   | ۱۵ مارس     | «عشق در این کلاب»                   | آشر با همراهی جیزی              | [ ۳۰ ]        |
| ۹۵۵   | ۲۲ مارس     | «عشق در این کلاب»                   | آشر با همراهی جیزی              | [ ۳۱ ]        |
| ۹۵۵   | ۲۹ مارس     | «عشق در این کلاب»                   | آشر با همراهی جیزی              | [ ۳۲ ]        |
| ۹۵۶   | ۵ آوریل     | «عشق خونین»                         | لیونا لوئیس                     | [ ۳۳ ]        |
| ۹۵۷   | ۱۲ آوریل    | «بدنم را نوازش کن»                  | ماریا کری                       | [ ۱۴ ] [ ۱۵ ] |
| ۹۵۷   | ۱۹ آوریل    | «بدنم را نوازش کن»                  | ماریا کری                       | [ ۳۴ ]        |
| تکرار | ۲۶ آوریل    | «عشق خونین»                         | لیونا لوئیس                     | [ ۳۵ ]        |
| ۹۵۸   | ۳ مه        | «آب‌نبات‌چوبی»                        | لیل وین با همراهی استاتیک میژور | [ ۸ ]         |
| تکرار | ۱۰ مه       | «عشق خونین»                         | لیونا لوئیس                     | [ ۳۶ ]        |
| تکرار | ۱۷ مه       | «عشق خونین»                         | لیونا لوئیس                     | [ ۳۷ ]        |
| ۹۵۹   | ۲۴ مه       | «تعظیم کن»                          | ریانا                           | [ ۳۸ ] [ ۳۹ ] |
| تکرار | ۳۱ مه       | «آب‌نبات‌چوبی»                        | لیل وین با همراهی استاتیک میژور | [ ۴۰ ]        |
| تکرار | ۷ ژوئن      | «آب‌نبات‌چوبی»                        | لیل وین با همراهی استاتیک میژور | [ ۴۱ ]        |
| تکرار | ۱۴ ژوئن     | «آب‌نبات‌چوبی»                        | لیل وین با همراهی استاتیک میژور | [ ۴۲ ]        |
| تکرار | ۲۱ ژوئن     | «آب‌نبات‌چوبی»                        | لیل وین با همراهی استاتیک میژور | [ ۴۳ ]        |
| ۹۶۰   | ۲۸ ژوئن     | «زنده‌باد زندگی»                     | کلدپلی                          | [ ۹ ] [ ۴۴ ]  |
| ۹۶۱   | ۵ ژوئیه     | «دختری را بوسیدم»                   | کیتی پری                        | [ ۱۰ ] [ ۴۵ ] |
| ۹۶۱   | ۱۲ ژوئیه    | «دختری را بوسیدم»                   | کیتی پری                        | [ ۴۶ ]        |
| ۹۶۱   | ۱۹ ژوئیه    | «دختری را بوسیدم»                   | کیتی پری                        | [ ۴۷ ]        |
| ۹۶۱   | ۲۶ ژوئیه    | «دختری را بوسیدم»                   | کیتی پری                        | [ ۴۸ ]        |
| ۹۶۱   | ۲ اوت       | «دختری را بوسیدم»                   | کیتی پری                        | [ ۴۹ ]        |
| ۹۶۱   | ۹ اوت       | «دختری را بوسیدم»                   | کیتی پری                        | [ ۵۰ ]        |
| ۹۶۱   | ۱۶ اوت      | «دختری را بوسیدم»                   | کیتی پری                        | [ ۵۱ ]        |
| ۹۶۲   | ۲۳ اوت      | «دیستربیا»                          | ریانا                           | [ ۵۲ ]        |
| ۹۶۲   | ۳۰ اوت      | «دیستربیا»                          | ریانا                           | [ ۵۳ ]        |
| ۹۶۳   | ۶ سپتامبر   | «هرچه دوست داری»                    | تی.آی.                          | [ ۱۱ ]        |
| ۹۶۳   | ۱۳ سپتامبر  | «هرچه دوست داری»                    | تی.آی.                          | [ ۵۴ ]        |
| ۹۶۳   | ۲۰ سپتامبر  | «هرچه دوست داری»                    | تی.آی.                          | [ ۵۵ ]        |
| ۹۶۴   | ۲۷ سپتامبر  | «که چی»                             | پینک                            | [ ۵۶ ]        |
| تکرار | ۴ اکتبر     | «هرچه دوست داری»                    | تی.آی.                          | [ ۵۷ ]        |
| تکرار | ۱۱ اکتبر    | «هرچه دوست داری»                    | تی.آی.                          | [ ۵۸ ]        |
| ۹۶۵   | ۱۸ اکتبر    | «زندگی خودت را بکن»                 | تی.آی. با همراهی ریانا          | [ ۵۹ ]        |
| ۹۶۶   | ۲۵ اکتبر    | «زن‌باره»                            | بریتنی اسپیرز                   | [ ۶۰ ] [ ۶۱ ] |
| تکرار | ۱ نوامبر    | «هرچه دوست داری»                    | تی.آی.                          | [ ۶۲ ]        |
| تکرار | ۸ نوامبر    | «هرچه دوست داری»                    | تی.آی.                          | [ ۵ ]         |
| تکرار | ۱۵ نوامبر   | «زندگی خودت را بکن»                 | تی.آی. با همراهی ریانا          | [ ۶۳ ]        |
| تکرار | ۲۲ نوامبر   | «زندگی خودت را بکن»                 | تی.آی. با همراهی ریانا          | [ ۶۴ ]        |
| تکرار | ۲۹ نوامبر   | «زندگی خودت را بکن»                 | تی.آی. با همراهی ریانا          | [ ۶۵ ]        |
| تکرار | ۶ دسامبر    | «زندگی خودت را بکن»                 | تی.آی. با همراهی ریانا          | [ ۶۶ ]        |
| ۹۶۷   | ۱۳ دسامبر   | «خانم‌های مجرد (یک حلقه رویش بگذار)» | بیانسه                          | [ ۶۷ ]        |
| تکرار | ۲۰ دسامبر   | «زندگی خودت را بکن»                 | تی.آی. با همراهی ریانا          | [ ۱۲ ]        |
| تکرار | ۲۷ دسامبر   | «خانم‌های مجرد (یک حلقه رویش بگذار)» | بیانسه                          | [ ۶۸ ]        |

| بهترین عملکرد تک‌آهنگ در ۲۰۰۸ | نشان‌دهنده بهترین عملکرد تک‌آهنگ در ۲۰۰۸ |